# Gauliga Sudetenland
Die Gauliga Sudetenland war eine der obersten Fußballligen in der Zeit des Nationalsozialismus.

## Geschichte
In der Gauliga Sudetenland spielten ab 1938 die Mannschaften aus dem nach dem Münchner Abkommen annektierten Reichsgau Sudetenland um die Gaumeisterschaft und damit die Teilnahme an der Endrunde der deutschen Fußballmeisterschaft.
In der ersten Spielzeit wurde die Meisterschaft unter den vier Bezirksmeistern im Pokalmodus ausgespielt. Ab 1939 existierten zwei Gruppen, deren Sieger untereinander den Gaumeister ermittelten. Die Spielzeiten begannen jeweils mit zwölf Mannschaften, im Saisonverlauf mussten jedoch regelmäßig Mannschaften aus dem Spielbetrieb ausscheiden. In der Spielzeit 1940/41 waren daher am Saisonende nur noch sieben Mannschaften am Wettbewerb beteiligt.
1941 wurde die Anzahl der Gruppen auf drei erhöht, nun fanden 18 Mannschaften in der ersten Liga Platz. Die drei Staffelsieger spielten in einer Endrunde den regionalen Meister aus, der das Sportgau in der Endrunde um die deutsche Meisterschaft vertrat. In der Folgesaison behielt man den Modus bei, hatte aber wieder das Problem, dass etliche Vereine im Saisonverlauf aus der Meisterschaft ausstiegen.
1943 wurden die Mannschaften aus dem Osten des Sportgaus in die Gauliga Böhmen-Mähren versetzt, so dass wiederum in nur zwei Gruppen die Meisterschaft ausgespielt wurde. In der folgenden Spielzeit wurde der Spielbetrieb kriegsbedingt kurz nach Saisonbeginn abgebrochen.
Die Mannschaften aus dem Reichsgau waren bei den Endrunden um die deutsche Fußballmeisterschaft chancenlos. Kein einziges der Endrundenspiele konnte gewonnen werden. Lediglich NSTG Graslitz gelang 1940 ein 4:4-Unentschieden gegen Vorwärts-Rasensport Gleiwitz und 1941 konnte NSTG Prag Tennis Borussia Berlin ein 0:0-Unentschieden abtrotzen.

## Gaumeister 1939–1944
| Saison  | Gaumeister Sudetenland | Abschneiden deutsche Meisterschaft | Deutscher Meister |
| ------- | ---------------------- | ---------------------------------- | ----------------- |
| 1938/39 | Warnsdorfer FK         | Gruppendritter Gruppe 2b           | FC Schalke 04     |
| 1939/40 | NSTG Graslitz          | Gruppendritter Gruppe 1b           | FC Schalke 04     |
| 1940/41 | NSTG Prag              | Gruppendritter Gruppe 1b           | SK Rapid Wien     |
| 1941/42 | LSV Olmütz             | Qualifikationsrunde                | FC Schalke 04     |
| 1942/43 | MSV Brünn              | 1. Runde                           | Dresdner SC       |
| 1943/44 | NSTG Brüx              | 1. Runde                           | Dresdner SC       |